# Primera División de voleibol 1976-77
La temporada 1976/1977 de la Liga Nacional de Voleibol fue la XVIII edición de la competición. Tuvo como campeón al Real Madrid.

## Clasificación
| Pos | Equipo             | J  | G  | P  |
| --- | ------------------ | -- | -- | -- |
| 1   | Real Madrid        | 16 | 15 | 1  |
| 2   | Atlético de Madrid | 16 | 13 | 3  |
| 3   | Saint Cugat        | 16 | 12 | 4  |
| 4   | Riego              | 16 | 7  | 9  |
| 5   | Grupo Covadonga    | 16 | 6  | 10 |
| 6   | Juventud           | 16 | 6  | 10 |
| 7   | A.C.D. Bomberos    | 16 | 5  | 11 |
| 8   | Moscardó           | 16 | 4  | 12 |
| 9   | Universitario      | 16 | 3  | 13 |